# Пам'ятний знак на честь скасування панщини (Білобожниця)
Пам'ятний знак на честь скасування панщини — історична пам'ятка в селі Білобожниці Білобожницької громади Чортківського району Тернопільської области України.

## Відомості

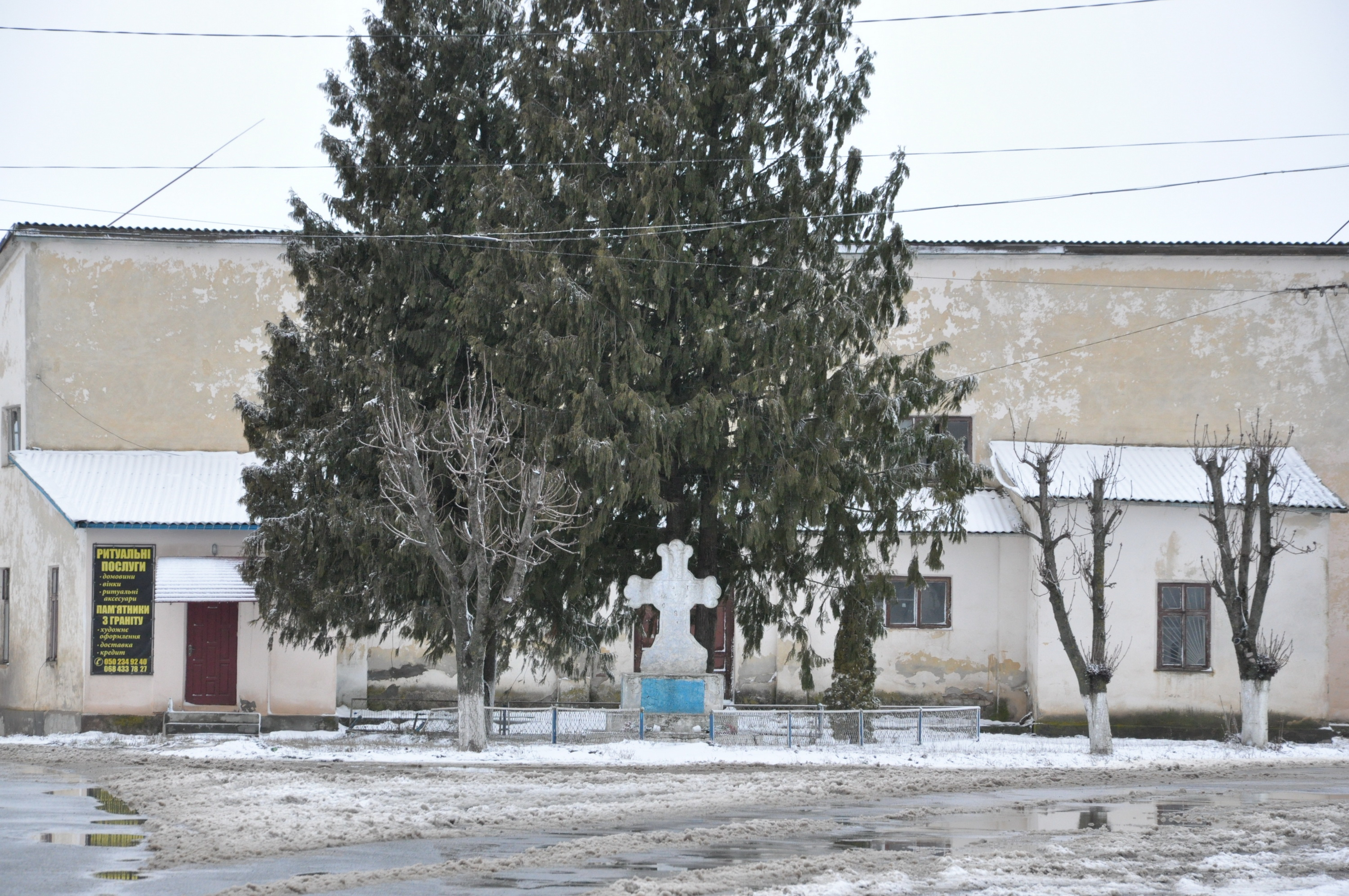
Пам'ятний знак на честь скасування панщини, 2020 р.

У 1848 році в Австрійській імперії розпочалася революція про кріпацтва, яка в підсумку привела до скасування урядом панщини. На честь цієї знаменної події на роздоріжжі села вкопано хрест із каменю, на якому викарбуваний напис: «В пам’ять наданой свободи 1848 р.Б.». Відтоді щорічно, 16 травня, відбувалися богослужіння, які тривали до Першої світової війни.
У 1989 році відбулася реставрація, після якої фіґуру урочисто освятили.
У травні 2021 року місцевими жителями історичну пам'ятку було в черговий раз відновлено. Під час реставраційних робіт, робітниками виявлено написи: «Борітеся-поборете, вам Бог помагає!» (слова Тараса Шевченка), «Боже великий, єдиний, нам Україну храни» (духовний гімн України), «Воскресни, мамо, Україно!». 18 липня під час дня села Білобожниці його освячено.